# Leptostylis filipes
Leptostylis filipes är en tvåhjärtbladig växtart som beskrevs av George Bentham. Leptostylis filipes ingår i släktet Leptostylis och familjen Sapotaceae.
Artens utbredningsområde är Nya Kaledonien. Inga underarter finns listade i Catalogue of Life.